# Єпішин Анатолій Васильович
Анатолій Васильович Єпішин (10 січня 1938, с. Хлебтово Комарицького району Брянської області, нині РФ — 20 жовтня 2016) — український вчений-медик. Доктор медичних наук (1984), професор (1985). Член правління Науково-методичного товариства терапевтів і ендокринологів України, Нью-Йоркської академії наук.

## Життєпис
Закінчив Вінницький медичний інститут (1962, нині національний університет).
У 1975—1985 — доцент кафедри пропедевтики і терапії ФУЛ; від 1985 — завідувач кафедри пропедевтики внутрішніх хвороб Тернопільського медичного інституту (нині університет).
Від 2007 — був завідувачем кафедри фізичної реабілітації і валеології Тернопільського педагогічного університету.

## Наукова діяльність
Сфера наукових зацікавлень — хвороби щитоподібної залози та органів травлення. Розробив лікування дифузного токсичного зобу імуноактивними препаратами.
Автор і співавтор понад 200 наукових і навчально-методичних праць.